# Susan Arnold
Susan E. Arnold (Pittsburgh, 8 de marzo de 1954) es una ejecutiva de negocios estadounidense. Se desempeñó como presidenta de The Walt Disney Company entre 2021 y 2023.

## Biografía
Susan Arnold se graduó de la Universidad de Pensilvania con una Licenciatura en Artes y de la Universidad de Pittsburgh con una Maestría en Administración de Empresas (MBA).
Se unió a Procter & Gamble en 1980 como asistente de marca en Dawn/Ivory Snow Group.y ocupó varios puestos administrativos y de marketing antes de convertirse en la gerenta del área de cosméticos de Procter & Gamble en Canadá en 1990. En 1999, asumió la responsabilidad global de la cartera de belleza de Procter & Gamble, convirtiéndose así en la primera mujer en alcanzar un puesto de presidente en la empresa. En 2004 se convirtió en vicepresidenta de Procter & Gamble y presidenta de la misma en 2007. Se retiró de Procter & Gamble el 1 de septiembre de 2009.
Entre septiembre de 2013 y 2021 fue ejecutiva operativa de The Carlyle Group desde septiembre de 2013. Tiene su base en Nueva York. Arnold ha formado parte de la junta directiva de The Walt Disney Company desde 2007,  así como de la empresa de inversiones de cartera de Carlyle NBTY, The Nature's Bounty Co. También ha sido miembro de la junta directiva de McDonald's Corporation desde 2008. 
El 1 de diciembre de 2021, Arnold fue nombrada para reemplazar a Bob Iger como presidente de la junta directiva de The Walt Disney Company. Así, se convirtió en la primera mujer designada en este puesto en los 98 años de historia de la empresa.Fue elegida presidenta el 31 de diciembre de 2021. El 11 de enero de 2023, Disney anunció que Arnold ya no ocuparía el cargo de presidente de la junta después de la próxima reunión anual de accionistas y sería reemplazado por el exdirector ejecutivo de Nike, Mark Parker. 
Desde 2002, Arnold figura en la lista de las 50 mujeres más poderosas en los negocios de la revista Fortune, ocupando el puesto número 7 en 2008. En 2004 y 2005, fue incluida en la lista de las 50 mujeres a seguir del Wall Street Journal. Fue incluida varias veces en la lista de Forbes la lista de las 100 mujeres más poderosas del mundo de las mujeres más poderosas del mundo; en 2005 ocupó el puesto 16. Formó parte durante varios años del comité ejecutivo de Catalyst, una organización sin fines de lucro que trabaja para el avance de las mujeres en los negocios. En junio de 2022, fue reconocida por el International Hospitality Institute en el Global 100 in Hospitality como una de las 100 personas más poderosas en la hotelería global.
Es abiertamente lesbiana.